# 马斯特雷塔
马斯特雷塔（西班牙語：Mastretta）是一家墨西哥汽车制造商和设计工作室，由工业设计师丹尼尔·马斯特雷塔于1987年在墨西哥城创立。Mastretta MXT是目前为止该公司研发的最新车型；它是该公司历史上，第一款完全由墨西哥本土的汽车工程师和设计师自主研发的跑车。

## 外部連結
- 官方網站 （页面存档备份，存于）